# Transistor électrochimique organique
Le transistor électrochimique organique (abrégé en OECT en anglais) est un dispositif électronique organique qui fonctionne de manière analogue à un transistor.
Inventé dans les années 1980, le dispositif comprend trois électrodes appelées source, grille et drain. Le courant circule entre source et drain en empruntant un canal, formé d'un matériau organique conducteur ou semi-conducteur. L'intensité du courant peut être modulée par la tension appliquée à la grille qui est connectée au canal par l'électrolyte.
Les OECTs font l'objet de recherches pour des applications en bioélectronique, notamment comme capteurs. Ils sont également des composants prometteurs pour l'ingénierie neuromorphique, ayant exhibé des comportements de mémoire à court et long terme, faisant d'eux des composants de choix pour reproduire le comportement des synapses,.

## Mécanisme
Le mécanisme est analogue à celui du transistor inorganique, à ceci près qu'un transfert de charges électrochimique intervient dû à la présence d'un électrolyte (qui peut être solide ou liquide) connectant l'électrode de grille au canal.
Un cas classique consiste à considérer un canal formé de PEDOT:PSS qui est le matériau conducteur de choix pour ce type de dispositif en raison de sa grande conductivité. En l'absence de tension, le PEDOT, dopé P, est fortement concentré en trous mobiles et conduit donc très bien. L'électroneutralité du canal est assurée par les charges négatives du PSS qui compensent les nombreuses charges positives présentes dans le canal. En appliquant une tension entre source et drain, un fort courant de trous circulerait (le transistor est ON).
Cependant, en appliquant une tension positive sur la grille, les cations de l'électrolyte rejoignent le canal et viennent compenser les anions du PSS. Le PEDOT dont la charge + n'est désormais plus compensée finit par être réduit, tandis qu'à la grille se produit une oxydation. Il en résulte un canal dédopé, contenant moins de charges positives mobiles, et donc conduisant moins bien le courant (le transistor est OFF).